# Université européenne des humanités
L'université européenne des humanités (en biélorusse : Еўрапейскі Гуманітарны Універсітэт, en lituanien : Europos humanitarinis universitetas, en anglais : European Humanities University, EHU) est une université lituanienne située à Vilnius.

## Historique
De 1992 à 2004, l'université européenne des humanités fut un établissement d'enseignement indépendant délivrant des diplômes universitaires et post-universitaires en Biélorussie. En 2004, elle dut interrompre ses activités en Biélorussie. 
Cependant, avec l'aide politique, financière et administrative du gouvernement lituanien, des gouvernements de pays membres de l'Union européenne, des organisations non gouvernementales et des fondations européennes, l'université européenne des humanités put reprendre ses activités d'enseignement en Lituanie pour des étudiants biélorusses dès l'automne 2005. 
En février 2006, le gouvernement lituanien lui octroya le statut d'université lituanienne.